# Onthophagus itiokai
Onthophagus itiokai é uma espécie de inseto do género Onthophagus da família Scarabaeidae da ordem Coleoptera.

## História
Foi descrita cientificamente pela primeira vez no ano de 2010 por Ochi, Kon & Kishimoto-Yamada.